# ضدیت‌های کانت
ضدیت (تناقض میان دو چیز)های کانت، از نقد عقل محض، تضادهای هستند که امانوئل کانت استدلال می‌کرد که لزوماً از تلاش‌های ما برای شناخت ماهیت واقعیت درست (برتر) به‌وسیله عقل محض ناشی می‌شوند.

## گستردگی
تضادهای کانت چهارتا است: دو تای آن «ریاضیاتی» نامیده می‌شود و دو تای دیگر «دینامیکی» است, که میشوند شامل: (۱) محدودیت جهان از نظر مکان و زمان، (۲) این تئوری که شامل تمام اتم‌ها غیرقابل تقسیم (و تفکیک) هستند (در حالی که، در واقع، چنین چیزی وجود ندارد)، (۳) مشکل اراده آزاد مرتبط هستند در رابطه با علیت‌های کلی و گسترده، و (۴) وجود یک موجود ضروری و لازم است.
دو تضاد اول را ضدیت‌های «ریاضی» می‌نامند، احتمالاً به این دلیل که در هر مورد ما به رابطه بین آنچه ادعا می‌شود اشیاء معقول هستند (اعم از خود جهان، یا اشیاء موجود در آن) و مکان و زمان می‌پردازیم. دو مورد دوم، ضدیت‌های «دینامیکی» نامیده می‌شوند، احتمالاً به این دلیل که طرفداران این نظریات خود را صرفاً به ادعاهایی دربارهٔ اشیاء مکانی-زمانی متعهد نمی‌دانند و گستردگی معنوی دارد.